# Pavlik Morozov

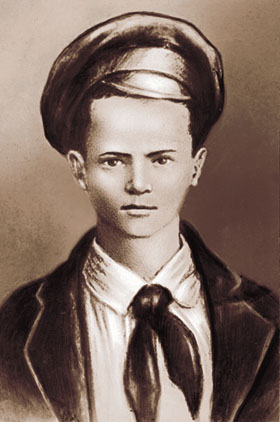
Pavlik Morozov

Pavel Trofimovitch Morozov, mais conhecido pelo diminutivo Pavlik, (Óblast de Sverdlovsk, 14 de novembro de 1918 — 3 de setembro de 1932) foi um menino soviético tido por mártir pela propaganda e condecorado postumamente como Herói da União Soviética por denunciar o próprio pai como dissidentes do regime stalinista e ter sido assassinado.
A verdadeira história nunca foi conhecida com rigor. Crê-se que foi fabricada pela NKVD, antecessora do KGB e responsável pela propaganda estalinista, para servir de modelo e incentivo à denúncia. O pai de Pavel foi deportado para um gulag na Sibéria, onde terá muito provavelmente falecido. Nunca se soube do que foi acusado, mas supõe-se que a sua história seja semelhante à de milhões de outros camponeses que se opuseram à colectivização dos campos durante o início da década de 1930.
Pavel foi assassinado em circunstâncias misteriosas. Investigações recentes, publicadas em 2005, não conseguiram provar nem que foi morto pela família nem pela polícia secreta.